# Demetrius Shipp Jr.
Pour les articles homonymes, voir Shipp.
Demetrius Shipp Jr. est un acteur américain né le 20 novembre 1988. Il est révélé en 2017 dans le rôle de Tupac Shakur pour le biopic All Eyez on Me, aux côtés de Jamal Woolard, qui avait joué The Notorious B.I.G. dans le film Notorious B.I.G. en 2009.
Le père de l'acteur avait travaillé avec Tupac Shakur sur l'album The Don Killuminati: The 7 Day Theory. Avant sa carrière d'acteur, il travaillait dans les magasins Target.

## Filmographie

### Cinéma
- 2015 : #unlock'd de Claire Chubbuck : Marcus
- 2017 : All Eyez on Me de Benny Boom : Tupac Shakur
- 2020 : Cut Throat City de RZA : Miracle / Titan

### Télévision
- 2018-2020 : All American : Tyrone Morris